# Bartholomeïgasthuis
Het Bartholomeïgasthuis of Bartholomeus Gasthuis is een verpleeg- en verzorgingstehuis aan de Lange Smeestraat in de Nederlandse stad Utrecht.

## Geschiedenis

### Middeleeuwen
De geschiedenis van het Bartholomeus Gasthuis begint in 1367 als een Utrechts burger bij de Smeetoren een gasthuis sticht, gewijd aan St. Apollonia. Het is een kleine herberg waar bedelaars en pelgrims enkele nachten onderdak kunnen vinden.
 daer men des snachts die gaende ende coemende pelgrums ofte andere armem personen voor een nacht ofte twee herberge, vuer ende licht om Goodts wille verleende.— 
In 1378 krijgt het gasthuis een aanzienlijke schenking van Willem, heer van Abcoude en Duurstede en redt daarmee het kwijnende bestaan van het Apollonia gasthuis. Willem besluit dat voortaan alleen nog zieken opgenomen worden. Ook geeft hij het een andere naam: het Sint Bartholomeus Gasthuis. Voor het permanente verblijf laat Willem dan ook de nodige verbeteringen in accommodatie aanbrengen. O.a. wordt een kapel gebouwd die nog altijd bestaat.
Op 20 januari 1407, enige maanden voor zijn dood, besluit Willem van Abcoude tot de oprichting van een broederschap. Het stichtingsdocument van deze broederschap, de fundatiebrief, is bewaard gebleven. In de 18 artikelen van de brief is nauwkeurig omschreven waaraan de broeders zich dienen te houden om het voortbestaan van het gasthuis te garanderen. Ook wordt in de brief genoemd dat Willem ‘dit gasthuus in timmeringhe seer verbetert heeft'. De brief wordt ondertekend door 23 broeders.
Voort so en sal men gheen kinder ontfaen, die men voer water en vuer wachten moet, noch rasende lude, die haer sinnen niet en hebben, noch malaetsche menschen of die in den ban siin, noch niement om siins goets wille of die siin broot winnen of bider straten bidden mach, maer puer ellendighe arme menschen, die siec ende beddevast ligghen.— 
Ook blijkt uit de stichtingsbrief dat heer Willem een armenpot instelt. Een fonds waaruit armen buiten het gasthuis wekelijks bedeeld worden. In de middeleeuwse bewoordingen aldus omschreven
 ende om dit goede salighe werc van ontfermherticheden tot ewighen daghen staende te houden, so heeft hi ons tien hondert Enghelser nobelen ghegheven ende vol ende ghelevert, want daer niet te voren toe en was dan vier loot silvers ende sestien scillinc sjaers. — 
Dankzij deze schenking is de financiële toestand van het gasthuis en armenpot voor jaren verzekerd.
De klok van het Bartholomeus Gasthuis, die nog bestaat, is in 1471 gemaakt door Steven Butendycke en is de op een na oudste klok van Utrecht. De oudste klok hangt in de Pieterskerk. Nog dagelijks wordt om 12.00 uur dit 'papklokje' geluid door vrijwilligers van het Utrechts klokkenluidersgilde.

### Regentenzaal

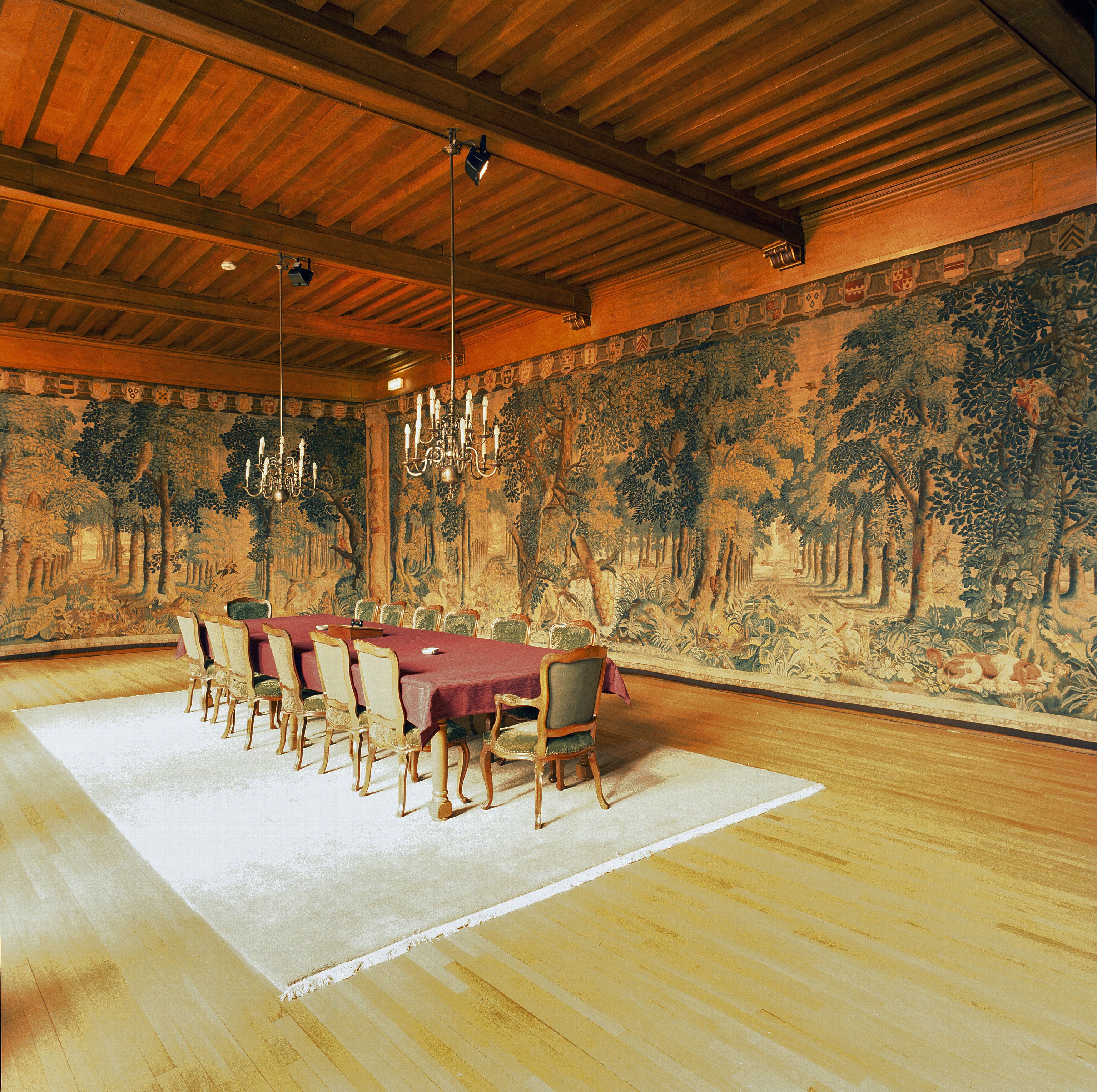
Interieur regentenzaal.

In 1632 wordt de Regentenzaal gebouwd en in 1641 besluiten de regenten tot de aankoop van gobelins. Zij stellen zich in verbinding met Maximiliaan van der Gucht, een bekende Delftse tapijtwever. Op 19 februari 1642 sluiten de regenten met hem een contract tot levering van het eerste wandtapijt. De vier gobelins van dezelfde maker vormen een geheel en zijn als zodanig voor de Regentenzaal, waar zij zich nog altijd bevinden, ontworpen. Deze wandtapijten worden als een uniek stuk Nederlandse tapijtweverskunst beschouwd en zijn daarom aangemerkt als Nederlands cultureel erfgoed.

### Bartholomeus Gasthuis wordt algemeen gasthuis
Het Koninklijk Besluit van 2 augustus 1815 schrijft voor dat alle Nederlandse universiteiten voor het klinisch onderwijs moeten beschikken over een academisch ziekenhuis. Dit besluit gaat er als vanzelfsprekend vanuit dat ook Utrecht een stadsziekenhuis bezit, daar er voor de uitvoering van het besluit 4500 gulden wordt uitgetrokken. Als echter de Utrechtse hogeschool zich in 1816 tot het stadsbestuur wendt om een dergelijke schikking te treffen, blijkt uitvoering niet mogelijk, omdat er in Utrecht geen ziekenhuis is. Het in verlegenheid gebrachte stadsbestuur start met grote behendigheid een correspondentie met het bevoegd gezag. Het stadsbestuur stelt voor om de zieken uit de zeven gasthuizen onder te brengen in één gebouw. Dit geeft naar hun zeggen de stad ‘een onmisbaar nuttig en ten sterkste verlangd wordend hospitaal’.
Op 27 maart 1817 volgt het Koninklijk Besluit. Het plan van het stadsbestuur wordt overgenomen. Het gemeenschappelijk beheer van de gasthuizen komt, met behoud van financiële zelfstandigheid, onder één College van Regenten der Vereenigde Gods- en gasthuizen. Ook krijgt het college het beheer over de fondsen van Leeuwenbergh en het St. Catharijnegasthuis. De gasthuizen verweren zich fel tegen dit besluit. Daarom volgt op 9 maart 1818 een beschikking van Zijne Majesteit. De bestuurders van de gasthuizen worden in het ongelijk gesteld. De gasthuizen berusten in deze beschikking en spoedig gaat men nu aan het werk. Het Bartholomeusgasthuis wordt aangewezen als algemeen gasthuis, het St. Apostelgasthuis als algemeen ziekenhuis. In de vergadering van 20 juli 1818 besluiten de regenten hun vergaderingen voortaan in het Bartholomeusgasthuis te houden. Weldra gaat men over tot liquidatie van de vrijgekomen gasthuizen.
Vanaf 1817, als de gasthuizen van Utrecht onder één bestuur komen, is er meer ruimte nodig om alle bewoners in het Bartholomeus Gasthuis onder te brengen. Op 30 november 1818 stellen de regenten het bestek vast voor het vervaardigen van een tussenverdieping in deze oude ziekenzaal. De bovenzaal die hierdoor ontstaat, wordt verlicht door nieuwe ramen en is bestemd voor de verpleging van mannen en vrouwen. De bedsteden op de begane grond worden weggebroken. De zaal wordt van nieuwe ramen voorzien, waardoor het gasthuis haar oude karakter aan de buitenzijde voorgoed verliest. Het gotische raam op de westzijde blijft ongemoeid.
In de jaren '80 van de 20e eeuw was er sprake van het afbreken van het Gasthuis omdat het gebouw sterk was verouderd en daardoor niet meer voldeed aan de eisen van de moderne tijd. Een ingrijpende verbouwing volgde. De laatste verbouwing en renovatie dateert van 2012.
In 2017 bestond het Gasthuis 650 jaar.